# Ludwig Rückert
Ludwig Rückert (* 28. August 1894 in Hetzlos (Ortsteil von Oberthulba im Landkreis Bad Kissingen); † 16. November 1971) war Jurist – bis 1945 Kommunalbeamter und zuletzt Richter am Bundessozialgericht in Kassel.

## Leben
Nach dem Abitur am Johann-Philipp-von-Schönborn-Gymnasium in Münnerstadt begann Ludwig Rückert mit philosophischen Studien, die durch seinen freiwilligen Kriegseinsatz beendet werden mussten. Rückert kam verwundet als Fahnenjunker aus dem Krieg zurück und begann 1918 mit einem Studium der Rechtswissenschaften an der Julius-Maximilians-Universität Würzburg, wo er Mitglied der katholischen Studentenverbindung KDStV Cheruscia Würzburg war. 1920 promovierte er dort mit der Dissertation „Die nordschleswige Optantenfrage“ zum Dr. jur. und Dr. rer. pol. Nach der ersten juristischen Staatsprüfung folgte der dreijährige Vorbereitungsdienst (Referendariat) in Würzburg, der ihn zum dortigen Amts- und Landgericht sowie zum Bezirksamt führte. 1926 legte er das Große juristische Staatsexamen ab und erhielt eine Anstellung als Assessor bei der Regierung von Unterfranken. Zum Jahresbeginn 1928 wurden ihm Titel und Rang eines Regierungsrats verliehen und die Stelle eines Bezirksamtmanns in Speyer zugewiesen. 
Rückert trat zum 1. Mai 1933 in die NSDAP ein (Mitgliedsnummer 3.560.817) und wurde dort 1937 Kreisamtsleiter für Kommunalpolitik. Am 6. März 1934 wurde er als Sturmführer in die SA aufgenommen. Bevor Rückert am 11. September 1939 zum Landrat in Würzburg ernannt wurde, war er dort von Juli 1938 bis März 1939 als Amtsvertreter und anschließend als kommissarischer Landrat eingesetzt. 1944 wurde er mit der Führung eines Volkssturmbataillons beauftragt. Am 20. April 1945 wurde Rückert seines Amtes enthoben und bis Jahresende 1946 interniert. Im Entnazifizierungsverfahren wurde er von der Spruchkammer Bad Kissingen als Mitläufer eingestuft. 1948 wurde er vor dem Landgericht Würzburg wegen Beteiligung an den Deportationen der Juden aus Unterfranken angeklagt; das Verfahren wurde eingestellt.
Im Oktober 1948 stellte er einen Antrag auf Wiedereinstellung, der jedoch wegen Stellenmangels abgelehnt wurde. Am 18. März 1949 wurde er Angestellter beim Oberversicherungsamt Nürnberg, als dessen Leiter er im Juli 1951 zum Regierungsdirektor befördert wurde. Am 11. September 1954 wurde Rückert zum Richter am Bundessozialgericht Kassel berufen. Zum 1. August 1961 ging er in den Ruhestand.